# Ilse Tielsch
Ilse Tielsch, auch Tielsch-Felzmann, geborene Felzmann (* 20. März 1929 in Auspitz, Tschechoslowakei; † 21. Februar 2023 in Wien), war eine österreichische Schriftstellerin. 

## Leben
Ilse Felzmann war die Tochter von Marianne Felzmann, geborene Zemanek, und ihrem Mann Fritz Felzmann (1895–1980), einem Arzt, Schriftsteller und Musikwissenschaftler. Sie wuchs in Auspitz auf und besuchte das Gymnasium in Nikolsburg. Im April 1945 flüchtete sie vor der nahenden Front und fand Aufnahme in einem oberösterreichischen Bauernhof in Schlierbach. In Linz setzte sie ab September 1945 den Besuch eines Gymnasiums fort und legte 1948 in Wien die Matura ab. 1949 erwarb sie die österreichische Staatsbürgerschaft und heiratete 1950 den Arzt Rudolf Tielsch, mit dem sie vier Kinder hatte. Zwei ihrer Kinder verlor sie früh.
Nach einem Studium der Zeitungswissenschaften und der Germanistik an der Universität Wien wurde Ilse Tielsch 1953 zum Doktor der Philosophie promoviert mit einer Dissertation über die Wochenschrift Die Zeit als Spiegel literarischen und kulturellen Lebens in Wien um die Jahrhundertwende. Sie war bei mehreren Tages- und Wochenzeitungen tätig und unterrichtete von 1955 bis 1964 an einer Wiener kaufmännischen Berufsschule. Seitdem lebte sie als freie Schriftstellerin in Wien.
Sie verfasste Lyrik, Romane und Prosa. Die ersten Bücher wurden unter dem Doppelnamen Tielsch-Felzmann veröffentlicht; auf Anraten von Hans Weigel änderte sie 1979 den Nachnamen auf Tielsch. Texte, Gedichte und Bücher der Autorin wurden in bisher 20 Sprachen übersetzt und in 22 Ländern publiziert.
Unter dem Eindruck des Hasses und der Intoleranz zwischen den Völkern schrieb Ilse Tielsch eine Romantrilogie (Die Ahnenpyramide, Heimatsuchen und Die Früchte der Tränen). Darin befasste sie sich mit der Thematik des Heimatverlustes sowie der Geschichte des deutschsprachigen Mährens.
Tielsch war Mitglied des Österreichischen Schriftstellerverbandes, der Österreichischen Gesellschaft für Literatur, des Österreichischen P.E.N.-Clubs sowie Gründungsmitglied des Literaturkreis Podium.
1981 wurde sie als ordentliches Mitglied der Klasse der Künste und Kunstwissenschaften in die Sudetendeutsche Akademie der Wissenschaften und Künste berufen.
Seit 2017 legt der Wiener Verlag Edition Atelier ausgewählte Werke Tielschs neu auf. Nach ihrem Roman Das letzte Jahr, der 2006 erstmals in der Edition Atelier erschienen war, kamen 2019 von ihrer Romantrilogie der erste Band Die Ahnenpyramide und der zweite Band Heimatsuchen heraus.

## Werke

### Lyrik
- 1964 In meinem Orangengarten.
- 1967 Herbst mein Segel. mit Farbholzschnitten von Oskar Matulla, Tusch-Druck, Wien 1967.
- 1970 Anrufung des Mondes.
- 1975 Regenzeit.
- 1981 Nicht beweisbar.
- 1986 Zwischenbericht.
- 1998 Lob der Fremdheit.
- 2004 Ausgewählte Gedichte.
- 2010 Dorn im Fleisch. Ausgewählte Gedichte – Cierń w ciele. Herausgegeben und mit einem Nachwort von Krzysztof Huszcza, mit einem Essay über Ilse Tielschs Poesie von Barbara Neuwirth
- 2011 Manchmal ein Traum, der nach Salz schmeckt. Gesammelte Gedichte. Herausgegeben von Helmuth A. Niederle. edition pen Bd. 1 im Löcker Verlag, Wien. ISBN 978-3-85409-630-6.

### Erzählende Prosa
- 1969 Südmährische Sagen
- 1974 Begegnungen in einer steirischen Jausenstation, Erzählungen
- 1977 Ein Elefant in unserer Straße, satirische Erzählungen
- 1979 Erinnerung mit Bäumen, Erzählung
- 1980 Die Ahnenpyramide (Romantrilogie I; 2019: Neuauflage im österreichischen Verlag Edition Atelier[4])
- 1982 Heimatsuchen (Romantrilogie II; 2019: Neuauflage im Verlag Edition Atelier)[4]
- 1984 Fremder Strand, Erzählung
- 1987 Der Solitär, Erzählung
- 1988 Die Früchte der Tränen (Romantrilogie III, Neuauflage im Verlag Edition Atelier)[4]
- 1991 Die Zerstörung der Bilder
- 1999 Eine Winterreise, Prosa
- 2000 Der August gibt dem Bauern Lust, Geschichten
- 2006 Das letzte Jahr, Roman, 2017: Neuauflage im Verlag Edition Atelier mit einem Nachwort von Adolf Opel[4]
- 2009 Unterwegs. Reisenotizen und andere Aufschreibungen
- 2014 Von der Freiheit schreiben zu dürfen, Driesch Verlag, Drösing 2014, ISBN 978-3-902787-29-3

### Essays und Aufsätze
- 1991 Aus meinem Ägyptischen Tagebuch
- 1993 SchriftstellerIn? Um Gottes Willen! Vom Schreiben und vom Vorlesen

### Hörspiele
- 1970 Der Zug hält nicht in Bevignon, Hörspiel
- 1971 Ein Licht im Nebel
- 1971 Begräbnis eines alten Mannes
- 1996 Gespräch mit dem Lehrer Leopold H.

## Preise und Auszeichnungen
- 1964 Förderungspreis der Theodor-Körner-Stiftung
- 1971 Boga-Tinti-Lyrikpreis des Presseclubs Concordia
- 1971 Würdigungspreis des Landes Niederösterreich f. Literatur
- 1975 Erzählerpreis des Autorenkolloquiums u. Preis d. Schülerjury Neheim-Hüsten
- 1972 Ehrengabe zum Andreas Gryphius-Preis
- 1980 Niederösterreichischer Landeskulturpreis
- 1981 Südmährischer Kulturpreis
- 1983 Sudetendeutscher Kulturpreis
- 1987 Preis der Harzburger Literaturtage
- 1989 Andreas-Gryphius-Preis
- 1989 Anton-Wildgans-Preis
- 1989 Österreichisches Ehrenkreuz für Wissenschaft und Kunst
- 1995 Wolfgang Amadeus Mozart-Preis der Goethe-Stiftung Basel
- 1998 Schönhengster Kulturpreis
- 1998 Eichendorff-Literaturpreis
- 2000 Goldenes Ehrenzeichen für Verdienste um das Land Wien
- 2017 Franz-Theodor-Csokor-Preis für das Lebenswerk[5]
- mehrere Buchprämien des österreichischen Bundesministeriums für Unterricht und Kunst